# Мышь (Алиса в Стране чудес)
Мышь (англ. Mouse) — персонаж книги Льюиса Кэрролла «Приключения Алисы в Стране чудес». Она появляется в главе 2 («Слёзный пруд») и в главе 3 («Игра в куролесы и повесть в виде хвоста»).
Алиса, одноименная героиня в книге, сначала разговаривает с мышью, когда плавает в пруду собственных слез, уменьшившись в размере:
«О Мышь, знаете ли вы, как можно выбраться отсюда? Я очень устала плавать взад и вперед, о Мышь!» (Ане казалось, что это верный способ обращения, когда говоришь с мышью; никогда не случалось ей делать это прежде, но она вспомнила, что видела в братниной латинской грамматике столбик слов: мышь, мыши, мыши, мышь, о мыши, о мышь!) Мышь посмотрела на нее с некоторым любопытством и как будто моргнула одним глазком, но ничего не сказала.
Без ответа мыши Алиса боится, что она не может говорить по-английски, и пытается говорить по-французски. Когда Алиса сказала по-французски слово «кот», «chatte», мышь паникует. Это приводит к разговору о кошках и собаках, кульминацией которого является то, что мышь рассказывает Алисе свою историю.

## Повесть мыши

Оригинал повести

Когда Алиса слышит «длинную и печальную историю» мыши, она смотрит на её хвост. Итак, она представляет повесть в его форме. Под «хитрым псом», упоминаемым в повести Кэрролл подразумевал свою собаку.
```
             В тёмной комнате, 
                 с мышью остав-
               шись вдвоём, хит-
             рый пёс объявил: 
          "Мы судиться пой-
            дём! Я скучаю
              сегодня: чем вре-
                мя занять? Так
                   пойдём же: я
                      буду тебя об-
                       винять!" — "Без
                    присяжных, — вос-
                кликнула мышь, —
             без судьи! Кто же
          взвесит тогда
         оправданья мои?"
        "И судью, и при-
          сяжных я сам
            заменю,"
              хитрый
                пёс 
                 объ-
                  явил.
                   И 
                  те-
                 бя 
                я
             каз-
           ню!
```

(Перевод Набокова).

## Экранизации и постановки

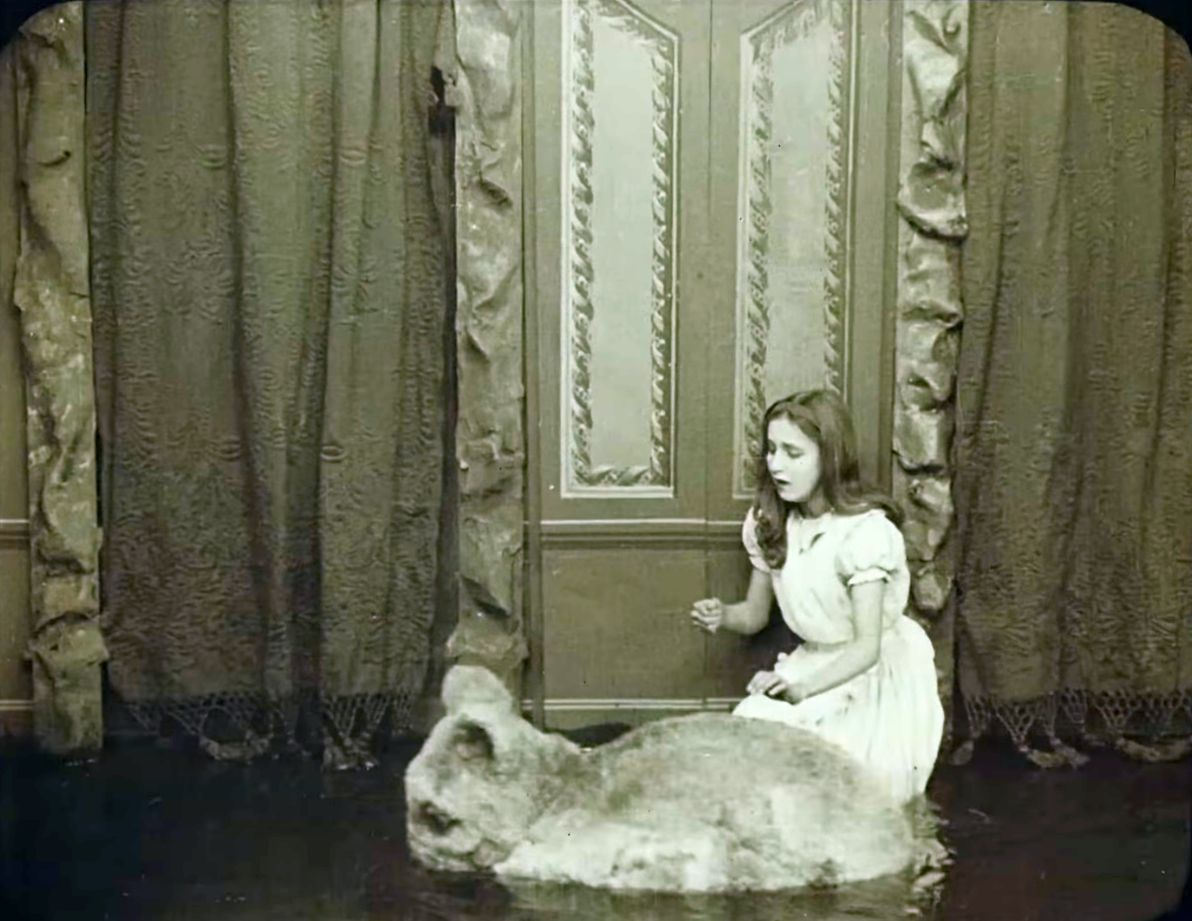
Скриншот из фильма Alice in Wonderland (1915) - Алиса и Мышь

- Хотя Мышь не появляется в мультфильме 1951 года, часть её поведения и характера была передана в другом герое — Соне.
- Персонаж появляется в 1985 году в фильме, и изображается Шерманом Хемсли. Там Мышь поет «Я ненавижу собак и кошек» перед тем, как присоединиться к гонке с остальными животными (куролесы), которые плавали в пруду слез Алисы.
- В японском мультфильме Fushigi no Kuni no Alice, Мышь появляется в комбинезоне. По замыслу режиссёра, она не любит кошек, но не боится их.